# Масюк, Надежда Прохоровна

Профессор Н. П. Масюк в лаборатории кафедры низших растений Киевского университета. Февраль 1979

Надежда Прохоровна Масюк (1 октября 1930, Киев — 13 марта 2009, Киев) — советский и украинский альголог, доктор биологических наук, профессор, представитель Киевской научной школы морфологов-систематиков, филогенетиков и флористов споровых растений.

## Биография
Надежда Масюк родилась 1 октября 1930 года в Киеве в семье преподавателей Прохора Дмитриевича и Анны Дмитриевны Масюк.
Её отец преподавал ботанику в Киевском педагогическом институте.
После окончания средней школы в 1949 году поступила на биолого-почвенный факультет Киевского государственного университета имени Т. Г. Шевченко, где специализировалась на кафедре ботаники под руководством А. В. Топаческого.
В 1954 году, завершив обучение в университете, поступила в аспирантуру Института ботаники АН УССР.
В 1959 году защитила кандидатскую диссертацию «Протококковые водоросли водоемов Западно-Украинского Полесья».
С этого времени и до 1972 года работала в Институте ботаники АН УССР, пройдя путь от младшего научного сотрудника до заведующего отделом альгологии (1966—1972 гг.).
В 1972 году возглавила кафедру низших растений Киевского государственного университета имени Т. Г Шевченко и находилась на этой должности до 1985 года, когда кафедры низших и высших растений были объединены.
В 1973 году защитила докторскую диссертацию «Род Dunaliella Teod., морфология, систематика, экология, географическое распространение и перспективы практического использования». В 1974 году ей было присвоено научное звание профессора.
С 1985 до 1991 года она работала профессором кафедры ботаники КГУ им. Т. Г Шевченко.
В 1986 году возвратилась в Института ботаники АН УССР (впоследствии Институт ботаники имени Н. Г Холодного НАН Украины), где работала на должности ведущего научного сотрудника отдела споровых растений, а с 2006 года — отдела лихенологии и бриологии.
Умерла после продолжительной болезни 13 марта 2009 года в Киеве.

## Научная деятельность
В круг научных интересов Надежды Прохоровны входили вопросы таксономии, флористики, экологии, эволюции, онтогенеза, физиолого-биохимических особенностей зелёных водорослей.
Она описала более 50 новых для науки таксонов водорослей (новый класс Chlorodendrophyceae Massjuk, новые роды Topaczevskiella Massjuk и Pedinomonadopsis Massjuk & Guk, новый подрод Pascheria Massjuk и секции Tertiolectae Massjuk, Virides Massjuk, Peirceinae Massjuk рода Dunaliella Teod., новые виды родов Chlamydomonas, Dunaliella, Hydrianum, Myochloris, Phyllariochloris, Polytoma, Pyrobotrys, Scenedesmus и др.), обнаружила более 100 таксонов, новых для альгофлоры Украины и других стран Евразии.
Надеждой Масюк предложены новые подходы к решению вопросов вида, происхождение эукариотической клетки, морфологии и цитологии эукариотных водорослей, места и роли водорослей в эволюции жизни, изучение фоторецепторных систем и фотодвижения монадных водорослей, ботанической терминологии и номенклатуры.
Н. Н. Масюк впервые предложила эволюционные концепции морфологического типа водорослей, описала новый тип деления клеток, обнаруженный в зелёных жгутиковых водорослях, разработала схемы их филогенетических связей, работала над вопросом определения места водорослей в системе живых организмов. Она с коллегами разработала методику массового выращивания каротиноносных водорослей, которая, в свою очередь, была взята во многих странах за основу для промышленных технологий производства каротина («ß»-каротина из водорослей рода Dunaliella).
Кроме того, она руководила студенческим кружком, который действовал при кафедре низших растений Киевского государственного университета имени Т. Г Шевченко.
Во время работы в Институте ботаники в течение 1986—2009 годов под руководством Н. Н. Масюк были защищены одна докторская и пять кандидатских диссертаций (главным образом исследования почвенных водорослей). Таким образом, Надежда Прохоровна считается основателем Киевской школы почвенных альгологов.

### Научные труды
Н. Н. Масюк является автором и соавтором 271 публикации, среди которых 12 монографий, 162 статьи и 70 тезисов докладов. Кроме того, написала 5 брошюр, 16 методических работ. Имеет три авторских свидетельства. Также она является автором нескольких методических пособий.
- Морфология, систематика, экология, географическое распространение рода «Dunaliella» Teod. и перспективы его практического использования. — К.: Наук. мысль, 1973.
- Эволюционные аспекты морфологии эукариотических водорослей. — К.: Наук. мысль, 1993.
- Водоросли в системе органического мира. — К.: Академпериодика, 2002.
- Фотодвижение клеток «Dunaliella» Teod.. — К.: Академпериодика, 2007.

## Отличия и награды
За заслуги в изучении водорослей и воспитании новых поколений исследователей, а также получении научных результатов Надежда Прохоровна была отмечена несколькими наградами и отличиями:
- Премия НАН Украины имени Н. Г. Холодного (1995)
- Медаль «В память 1500-летия Киева»
- Медаль «Ветеран труда»
- Медаль ВДНХ СССР «За успехи в развитии народного хозяйства СССР».

## Память
В честь Надежды Прохоровны названы два новых для науки вида водорослей:
- «Hyalogonium massjukiae» Kostikov,
- «Interfilum massjukiae» Mykhailjuk et al.